# Tösse-Tydje distrikt
Tösse-Tydje distrikt är ett distrikt i Åmåls kommun och Västra Götalands län. 
Distriktet ligger söder om Åmål. 

## Tidigare administrativ tillhörighet
Distriktet inrättades 2016 och utgörs av socknarna Tösse och Tydje i Åmåls kommun.
Området motsvarar den omfattning Tösse med Tydje församling hade 1999/2000 och fick omkring 1870 när socknarnas församlingar slogs samman.